# Serge Aurier
Serge Aurier (nascut el 24 de desembre de 1992) és un futbolista professional ivorià que juga com a Lateral dret. És internacional amb la selecció de Costa d'Ivori.